# Lars Veldwijk
Lars Veldwijk (n. Uithoorn, Países Bajos, 21 de agosto de 1991) es un futbolista neerlandés con nacionalidad sudafricana que juega de delantero. Es internacional con la Selección de fútbol de Sudáfrica.

## Trayectoria
Veldwijk es un jugador nacido en Uithoorn, Países Bajos, formado en las categorías inferiores del Legmeervogels, Argon y FC Volendam, con el que llegó a jugar en su equipo sub-21 en la temporada 2010-11.
En 2011, firma por el FC Utrecht para jugar en su equipo sub-21.
En la temporada 2012-13, es cedido al FC Dordrecht de la Eerste Divisie.
En la temporada 2013-14, firma por el Excelsior Róterdam de la Eerste Divisie, con el que anota 35 goles en 45 partidos.
El 12 de junio de 2014, Veldwijk fichó por el Nottingham Forest por un traspaso de 500.000 libras esterlinas que podría aumentar a 1 millón de libras esterlinas dependiendo de varias cláusulas. 
En la temporada 2015-16, Veldwijk fue cedido al PEC Zwolle, donde marcó 14 goles en 33 partidos de liga. 
El 31 de agosto de 2016, firma por el KV Kortrijk belga y solo jugó 9 partidos en los que marcó un gol.
El 31 de marzo de 2017, fue cedido al Aalesunds FK de la Eliteserien, en el que anota 8 goles en 16 partidos.
El 17 de julio de 2017, firma por el FC Groningen de la liga Eredivisie.
En enero de 2018, firma por el Sparta Rotterdam de la Eerste Divisie, con el que logró el ascenso a la Eredivisie, anotando 24 goles y brindando 3 asistencias.
El 15 de enero de 2020, Veldwijk fichó por el Jeonbuk Hyundai Motors de la K League 1 de Corea del Sur. 
El 17 de julio de 2020, firmó por el Suwon FC de la K League 2 por dos temporadas y media. Tras lograr el ascenso a la K League 1 en 2021, logró marcar 18 goles en 32 partidos y dar 6 asistencias.
El 1 de febrero de 2024, firma por el Club Deportivo Castellón de la Primera División RFEF.

## Internacional
Por su ascendencia paterna, ha disputado ocho internacionalidades con la Selección de fútbol de Sudáfrica, destacando una participación en la Copa África de 2019.

## Clubes
| Club                     | País          | Año       |
| ------------------------ | ------------- | --------- |
| FC Volendam Sub-21       | Países Bajos  | 2010-2011 |
| FC Utrecht Sub-21        | Países Bajos  | 2011-2012 |
| FC Dordrecht             | Países Bajos  | 2012-2013 |
| Excelsior Róterdam       | Países Bajos  | 2013-2014 |
| Nottingham Forest        | Inglaterra    | 2014-2016 |
| PEC Zwolle (cedido)      | Países Bajos  | 2015-2016 |
| KV Kortrijk              | Bélgica       | 2016-2017 |
| Aalesunds FK             | Noruega       | 2017      |
| FC Groningen             | Países Bajos  | 2017-2018 |
| Sparta Rotterdam         | Países Bajos  | 2018-2020 |
| Jeonbuk Hyundai Motors   | Corea del Sur | 2020      |
| Suwon FC                 | Corea del Sur | 2020-2023 |
| Club Deportivo Castellón | España        | 2024      |
| BG Pathum United         | Tailandia     | 2024      |